# Sadersdorf (Kutenholz)
Sadersdorf (niederdeutsch Soors) ist ein Wohnplatz in der Gemeinde Kutenholz im niedersächsischen Landkreis Stade, der verwaltungstechnisch dem Hauptort Kutenholz zugerechnet wird.

## Geographie und Verkehrsanbindung

### Nachbarorte
| Essel                    | Mulsum                                      | Kutenholz                  |
| Hesedorf, Hemelingbostel | Kompassrose, die auf Nachbargemeinden zeigt | Aspe                       |
| Byhusen                  |                                             | Bredenbeck, Baaste, Farven |

### Verkehr
Durch den Ort führen die Kreisstraßen 42 und 43. Die K 42 führt im Nordosten nach Kutenholz zur L 123 und im Südwesten als K 108 in den Landkreis Rotenburg (Wümme) nach Byhusen. Die K 43 geht im Südosten als K 109 in den Landkreis Rotenburg über und läuft nach Farven.
Über die L 123 besteht Anschluss an die Bundesstraßen 71 und 73 in Bremervörde und Horneburg.

## Geschichte
Sadersdorf ist ein vergleichsweise junges Dorf und wurde erst nach 1791 gegründet.

### Verwaltungsgeschichte
Vor 1852 gehörte Sadersdorf zur Börde Mulsum im Amt Harsefeld. Die Börde Mulsum wechselte jedoch 1852 zum Amt Stade, das 1859 im Amt Himmelpforten aufging. Nach 1885 gehörte das Dorf dann zum Kreis Stade und seit 1932 zum jetzigen Landkreis Stade.
Zum 1. Januar 1929 wurde Sadersdorf nach Kutenholz eingemeindet.

### Einwohnerentwicklung
| Jahr | Einwohner          |
| ---- | ------------------ |
| 1824 | 8 Feuerstellen     |
| 1871 | 35 Leute, 8 Häuser |
| 1910 | 44                 |

### Religion
Sadersdorf ist evangelisch-lutherisch geprägt und gehört seit 1822 zum Kirchspiel der Kirche St. Petri in Mulsum.